# لي تريفينو
لي تريفينو (بالإنجليزية: Lee Trevino)‏ (من مواليد 1 ديسمبر 1939) هو لاعب جولف أمريكي متقاعد محترف يعتبر واحدًا من أعظم اللاعبين في تاريخ الجولف. تم إدخاله إلى قاعة مشاهير الجولف العالمية في عام 1981.
فاز تريفينو بست بطولات كبرى و 29 حدث PGA Tour على مدار حياته المهنية. وهو واحد من أربعة لاعبين فقط فازوا مرتين ببطولة الولايات المتحدة المفتوحة، وبطولة مفتوحة وبطولة PGA. كان الأساتذة هو التخصص الوحيد الذي استعصى عليه.
وهو رمز للأمريكيين المكسيكيين، وغالبًا ما يُشار إليه باسم "Merry Mex" و "Supermex"، وكلاهما من الألقاب المحبة التي أعطاها له لاعبو الجولف الآخرون.

## وصلات خارجية
- لي تريفينو على موقع رابطة لاعبي الغولف المحترفين (الإنجليزية)
- لي تريفينو على موقع رابطة أوروبا للاعبي الغولف المحترفين (الإنجليزية)
- لي تريفينو على موقع رابطة اليابان للاعبي الغولف المحترفين (الإنجليزية)
- لي تريفينو على موقع التصنيف العالمي الرسمي للغولف (الإنجليزية)